# Papurana
Papurana é um género de anfíbios da família Ranidae. Está distribuído por Oceânia e Sudoeste Asiático.

## Espécies
- Papurana arfaki (Meyer, 1875)
- Papurana attigua (Inger, Orlov, and Darevsky, 1999)
- Papurana aurata (Günther, 2003)
- Papurana celebensis (Peters, 1872)
- Papurana daemeli (Steindachner, 1868)
- Papurana elberti (Roux, 1911)
- Papurana florensis (Boulenger, 1897)
- Papurana garritor (Menzies, 1987)
- Papurana grisea (Van Kampen, 1913)
- Papurana jimiensis (Tyler, 1963)
- Papurana kreffti (Boulenger, 1882)
- Papurana milleti (Smith, 1921)
- Papurana milneana (Loveridge, 1948)
- Papurana moluccana (Boettger, 1895)
- Papurana novaeguineae (Van Kampen, 1909)
- Papurana papua (Lesson, 1829)
- Papurana supragrisea (Menzies, 1987)
- Papurana volkerjane (Günther, 2003)
- Papurana waliesa (Kraus and Allison, 2007)